# 外国証券業者に関する法律
外国証券業者に関する法律（がいこくしょうけんぎょうしゃにかんするほうりつ、昭和46年3月3日法律第5号）は、外国証券業者が国内において証券業を営むことができるみちを開き、その営業活動につき適正な規制を加えることに関する法律で、証券取引法に対する特別法である。
証券取引法等の一部を改正する法律の施行に伴う関係法律の整備等に関する法律（平成18年6月14日法律第66号）の施行により、金融商品取引法に統合される形で2007年9月30日に廃止された。

## 構成
- 第一章　総則（第1条―第13条の5）
- 第二章　業務及び経理（第14条―第21条）
- 第三章　監督（第22条―第31条）
- 第四章　雑則（第32条―第44条）
- 第五章　罰則（第45条―第55条）
- 附則